# Assemblea de la Unió de les Comores
L'Assemblea de la Unió de les Comores (en comorès Ɓaraza wa Udzima wa Komoriés) és l'òrgan legislatiu del país, establert l'any 2004.
El seu precedent directe, la Cambra de Diputats, es va formar al 1961, reconstituïda com a Assemblea Nacional el juliol de 1975, i posteriorment com a Assemblea Federal, que tenia 33-43 membres. Finalment, el 2004 es reanomena com a Assemblea de la Unió, i des del 2020 compta amb 24 diputats electes, dels 33 que la componen. Aquests nou diputats restants són ocupats mitjançant votació indirecta per les assemblees de les tres illes constituents de la unió de les Comores (Gran Comora, Anjouan i Mohéli) a raó de tres escons cadascuna.

## Presidents de la cambra
|                                  | Inici               | Final              | Notes                           |
| -------------------------------- | ------------------- | ------------------ | ------------------------------- |
| Saïd Ibrahim                     | 1958                | 1970               | [ 2 ]                           |
| Said Mohamed Jaffar              | ? - Gener 1972      | Gener de 1972 - ?  | [ 3 ]                           |
| Said Mohamed Djohar              | Juny de 1972        | Octubre de 1972    | [ 4 ]                           |
| Mouzaoir Abdallah                | ? - 1973            | 19 d'abril de 1975 | [ 5 ]                           |
| Ahmed Dahalani                   | 7 Maig de 1975      | Juliol de 1975     | [ 5 ]                           |
| Mohamed Taki Abdoulkarim         | 1978                | 1984               | Marxa al 1984 sense resignació. |
| Abdérémane Mohamed               | ? - 1985            | 1985 - ?           | Interí                          |
| Abdallah Halifa                  | 1987                | 1992               | [ 7 ]                           |
| Amir Attoumane                   | 1992                | 1994               |                                 |
| Mohamed Said Abdallah M'Changama | 1994                | 1997               |                                 |
| Salim Djabir Salim               | 1997                | Abril de 1999      |                                 |
| En suspens                       | Abril de 1999       | 2004               |                                 |
| Saïd Dhoifir Bounou              | Juny de 2004        | 2009               |                                 |
| Bourhane Hamidou                 | 15 de gener de 2010 | Abril de 2015      | [ 8 ]                           |
| Abdou Ousseni                    | 4 d'abril de 2015   | 3 d'abril de 2020  |                                 |
| Moustadroine Abdou               | 3 d'abril de 2020   | En el càrrec       |                                 |